# Manéah
Manéah – miasto w zachodniej Gwinei, w Regionie Kindia. Według danych na rok 2012 liczyło 167 354 mieszkańców.